# François Hallé
Pour les articles homonymes, voir Hallé.

François Hallé, mort le 23 février 1492 à Paris, est un archevêque français du XVe siècle. Il fut chanoine et archidiacre de l'église de Paris, puis archevêque de Narbonne entre 1482 et 1492. 